# Panadería en la Antigua Roma
La panadería en la Antigua Roma era una profesión popular y una importante fuente de alimento. Muchas técnicas de horneado de la Antigua Roma se desarrollaron gracias a panaderos griegos que viajaron a Roma después de la tercera guerra macedónica (171-168 a. C.). Los panaderos de la Antigua Roma eran capaces de ganar grandes cantidades de dinero por su labor. Esto puede haber contribuido a una reputación negativa. Los panaderos usaban herramientas como el fornax, el testum, el thermospodium y el clibanus para hacer pan. La mayoría de los panes romanos se elaboraban a base de masa madre. La forma más común de fermentar el pan era utilizando harina mezclada con cereales.

## Historia

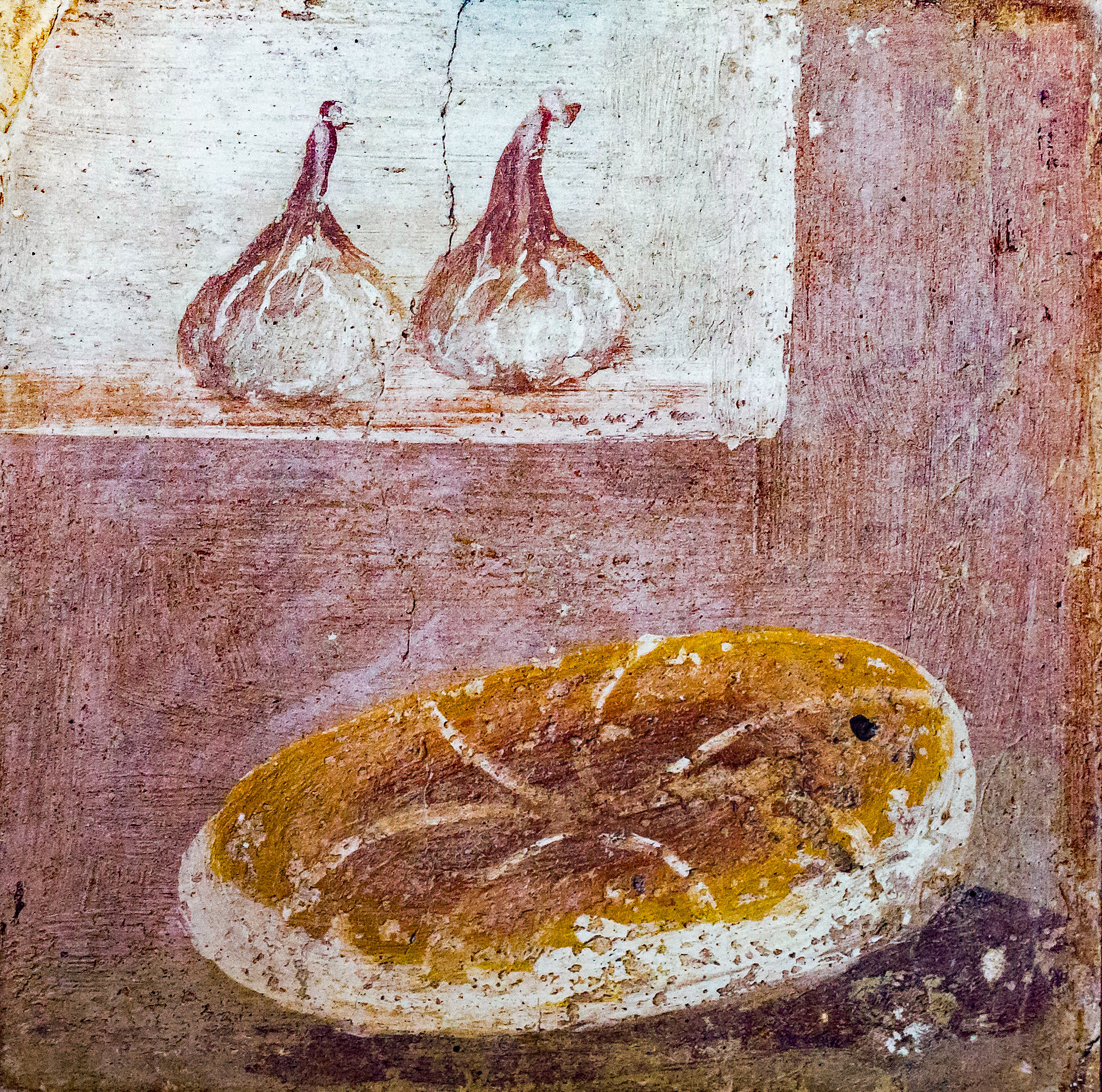
Bodegón con pan e higos, pintura mural de Herculano.

Los romanos habían comido gachas y horneado pan durante unos seiscientos años tras la fundación de Roma. En 171 a. C., la llegada de los panaderos griegos durante la tercera guerra macedónica estableció a los primeros panaderos profesionales, conocidos como pistores, en Roma. Fue en la Antigua Roma donde el pan y la bollería comenzaron a producirse en masa.

## Proceso

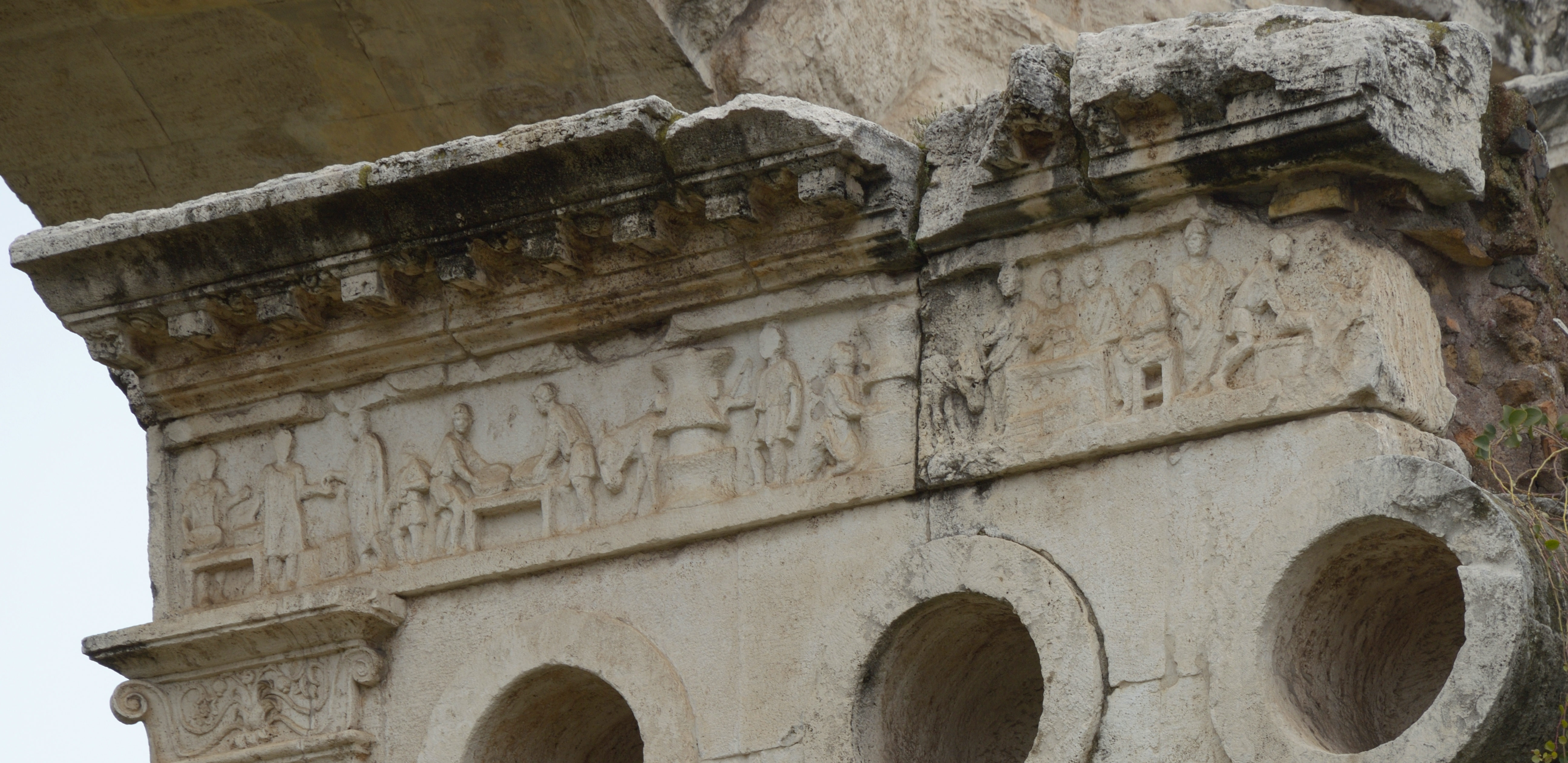
Friso de la Tumba del Panadero, que representa la preparación del pan.

La Dra. Joan Frayn realizó investigaciones arqueológicas en Gran Bretaña. Ella identificó cinco tipos diferentes de horneado romano. Estos tipos incluían hornear en las cenizas, hornear alrededor de cenizas calientes, el método sub testu y hornear en vasijas de barro. El método más básico de horneado fue el de cocinar en cenizas. Las cenizas calientes y las tejas servían para calentar el pan. El método sub testu consistía en hornear pan debajo de una cubierta caliente o carbones calientes. Estas cubiertas para hornear solían ser de cerámica con tapas en forma de pastel y lados de un pie de largo. Aunque ninguno de los ejemplos tiene manijas ni agujeros en la parte superior, algunos tienen pestañas en los costados. El pan también se podía cocinar en vasijas de barro. Los pasteleros se conocían como pastillarium y los panaderos que elaboraban dulces y pasteles se denominaban dulciarius o crustularius. Estas eran profesiones respetadas en la Antigua Roma. A fines de la República, los panaderos privados conocidos como pistores usaban molinos para producir pan en masa. Se dice que Trajano estableció un collegium pistorum para ayudar a asegurar el suministro continuo de pan. Según la Historia natural de Plinio el Viejo, las mujeres eran las principales panaderas en la mayoría de las familias. Era una práctica común utilizar esclavos o delincuentes como trabajadores en las panaderías.

### Ingredientes
El pan de la antigua Roma se hacía típicamente con masa madre. Se prefería el pan blanco levanado al pan sin levadura. El pan sin levadura se asoció con las clases bajas. El pan podía fermentarse usando harina mezclada con granos. Otro método para leudar el pan consistía en mezclar agua con masa para crear masa madre y agregarla al pan. Otros agentes leudantes menos populares incluyen tortas de cebada agria, espuma de cerveza o jugo de uva fermentado. Tortas de ceniza era el antiguo término romano para los alimentos producidos en las cenizas de un fuego. Este tipo de comida puede ser el antepasado de la focaccia de pan plano italiano. Muchos productos horneados incluían grandes cantidades de miel y aceite. Las hojas se usaban para dar sabor al pan. Los romanos adoptaron una técnica gala de agregar espuma a la masa de pan para hacer pan ligero con levadura.

## Equipo
El furnus se desarrolló a fines de la República y se difundió debido a una mayor necesidad de horneado. Probablemente evolucionó del fornax, que era un tipo de secador de maíz. En Pompeya, los furnis suelen utilizar una forma abovedada o una colmena como montículo para hornear. Esto estaría encerrado en una gran estructura de ladrillos utilizada para aislar el montículo. Debajo de las aberturas en las cámaras de cocción se ubicaron repisas que probablemente se usaron para almacenar cenizas. El testum fue utilizado por los antiguos romanos como horno portátil. Fue utilizado por personas más ricas en la antigua Roma. El testum era una olla de barro que se usaba para hornear pan casero. Los panaderos de la antigua Roma lo calentaban creando un fuego debajo de la cúpula sobre una piedra para hornear. Después de esto, se quitaron las cenizas, se colocaron brasas sobre la cúpula para mantener el calor, se volvió a colocar la cúpula y se colocó pan sobre la piedra caliente. También se usaron sartenes para calentar el testum, aunque no calentaría el pan tan rápido. Al igual que el testum, el termospodio se utilizaba como horno portátil y era propiedad de familias adineradas. Era una especie de pequeño horno parecido a un brasero. Un termospodio encontrado en Pompeya estaba hecho de una caja cuadrada que descansaba sobre cuatro patas decorativas. El termospodio probablemente se usó por conveniencia en lugar de como parte de un extenso ritual de preparación de alimentos. Este tipo de horno fue utilizado por los militares romanos para suministrar alimentos a sus soldados. Otra pieza de equipo para hornear se conocía como el clibanus. Aunque se menciona con frecuencia en la literatura romana, hay poca evidencia en cuanto a su función o papel. No está claro qué lo diferenciaba del testum. Era una olla redondeada con un fondo más ancho que la parte superior y se calentaba con un fuego ubicado debajo. A veces se colocaban bridas a los lados del recipiente y se usaban para agarrarse. También puede haber tenido una abertura central o pequeños respiraderos circulares en los lados que servían para regular el calor. El clibanus pudo haber sido portátil. También es posible que el término clibanus se refiriera a una amplia variedad de vasos, posiblemente incluido el testum. A veces se colocaban decoraciones en clibani . La decoración más común era círculos concéntricos incisos, patrones de ondas, círculos concéntricos en forma de ruleta de triángulos o rectángulos, gubias y barras.

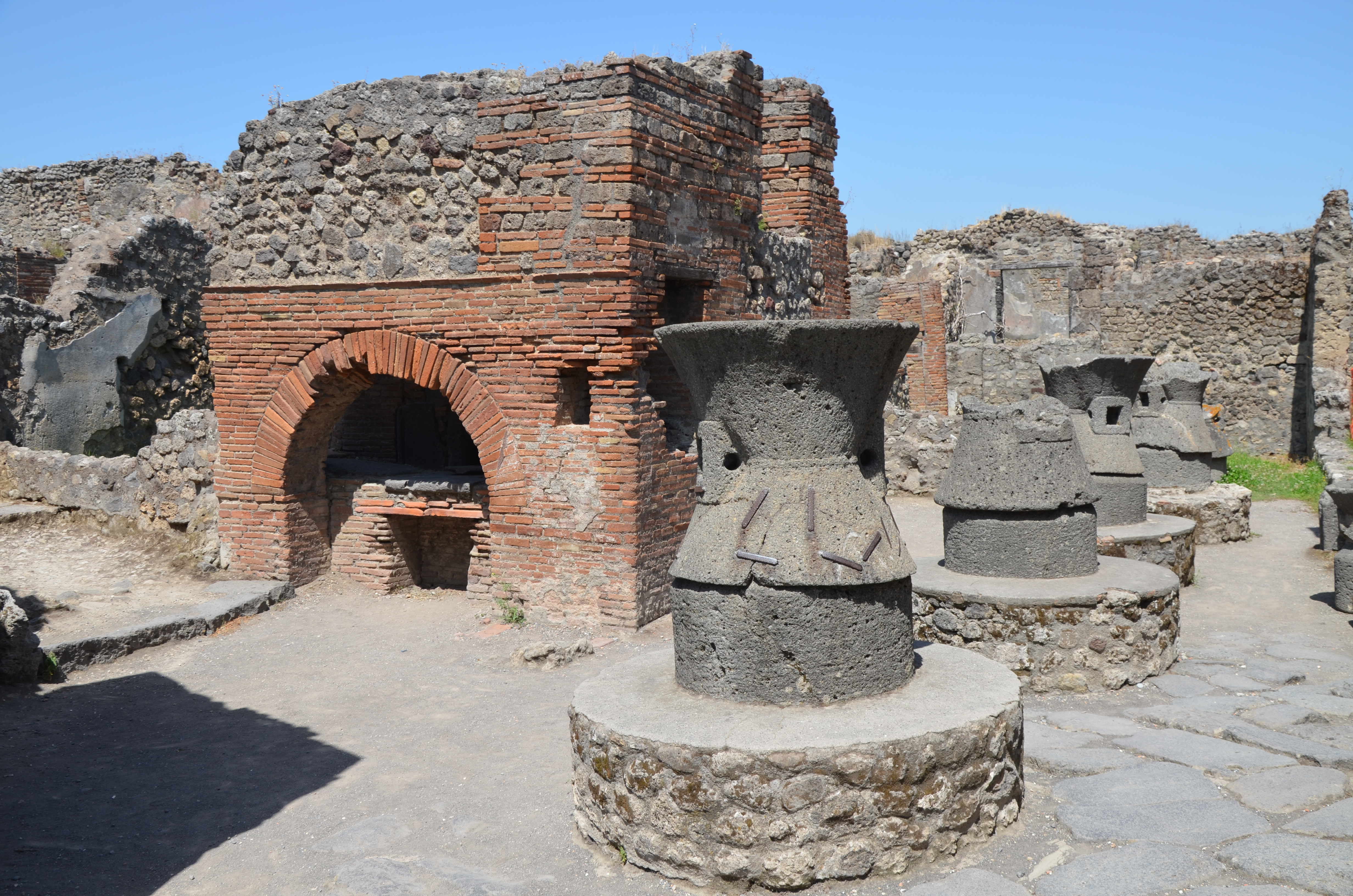
Un complejo de molinos y panaderías en Pompeya.

## Reputación
Hay evidencia de que la cocción estaba muy extendida en la antigua Roma. Los arqueólogos han encontrado más de treinta panaderías comerciales en Pompeya. Los panaderos podían identificarse a través de imágenes como ruedas de molino o burros. Los romanos ricos compraban esclavos domésticos y los usaban como panaderos. Esto fue visto como un signo de estatus aristocrático. Los panaderos también estaban asociados con el servilismo. Cicerón consideraba que hornear era una ocupación humilde. En Poenulus de Plauto, se decía que los panaderos trabajaban con prostitutas. Augusto fue objeto de burlas por ser descendiente de un panadero africano. La negatividad hacia los panaderos probablemente estuvo influenciada por las grandes cantidades de riqueza que asumirían los panaderos.